# Záhorce
Záhorce (bis 1927 slowakisch auch „Záhora“; ungarisch Erdőmeg, auch Erdöszelestény – bis 1892 Zahora) ist eine Gemeinde im Süden der Slowakei mit 633 Einwohnern (Stand 31. Dezember 2024). Sie gehört zum Okres Veľký Krtíš, einem Kreis des Banskobystrický kraj.

## Geographie
Die Gemeinde befindet sich im Talkessel Ipeľská kotlina, einem Teil der größeren Einheit Juhoslovenská kotlina, im Tal des Krtíš im Einzugsgebiet des Ipeľ nahe der Staatsgrenze zu Ungarn. Das Ortszentrum liegt auf einer Höhe von 157 m n.m. und ist 12 Kilometer von Veľký Krtíš entfernt.
Zur Gemeinde gehört neben dem Hauptort auch Podlužany (ungarisch Podluzsány) sowie der 1907 eingemeindete Ort Selešťany (ungarisch Szelestény).
Nachbargemeinden sind Želovce im Norden und Osten, Vrbovka im Südosten, Patvarc und Balassagyarmat (beide in Ungarn) im Süden, Slovenské Ďarmoty im Südwesten, Opatovská Nová Ves im Westen sowie Bátorová und kurz Sklabiná im Nordwesten.

## Geschichte
Záhorce wurde zum ersten Mal 1236 als Zachara in einer Urkunde, in der Sohler Gespan Detrik sieben Joch Boden per Donation erhielt, schriftlich erwähnt. Der Ort lag direkt an der Grenze der Gespanschaften Hont und Neograd, mit Anteilen in beiden. Über Gutsbesitzer im Mittelalter gibt es nur spärliche Angaben, im 19. Jahrhundert gehörten die Ortsgüter den Familien Szillassy, Trajler und Vitális. 1715 gab es neun Häuser, 1828 zählte man 75 Häuser und 455 Einwohner, die als Landwirte beschäftigt waren.
Bis 1918/1919 gehörte der im Komitat Hont liegende Ort zum Königreich Ungarn und kam danach zur Tschechoslowakei beziehungsweise heute Slowakei. Auf Grund des Ersten Wiener Schiedsspruchs lag er von 1938 bis 1945 noch einmal in Ungarn.

## Bevölkerung
| Jahr                | 1994 | 2004    | 2014    | 2024    |
| ------------------- | ---- | ------- | ------- | ------- |
| Anzahl der Personen | 762  | 722     | 661     | 633     |
| Unterschied         |      | −5,24 % | −8,44 % | −4,23 % |

| Jahr                | 2023 | 2024    |
| ------------------- | ---- | ------- |
| Anzahl der Personen | 653  | 633     |
| Unterschied         |      | −3,06 % |

Gemäß der Volkszählung 2011 wohnten in Záhorce 677 Einwohner, davon 631 Slowaken, 30 Magyaren und ein Tscheche. 15 Einwohner machten keine Angabe zur Ethnie. 
307 Einwohner bekannten sich zur römisch-katholischen Kirche, 303 Einwohner zur Evangelischen Kirche A. B., jeweils vier Einwohner zur griechisch-katholischen Kirche und zur reformierten Kirche, zwei Einwohner zur evangelisch-methodistischen Kirche und ein Einwohner zur tschechoslowakischen hussitischen Kirche. 31 Einwohner waren konfessionslos und bei 25 Einwohnern wurde die Konfession nicht ermittelt.

## Bauwerke
- evangelische Kirche aus dem Jahr 1850. Der im Jahr 1781 errichtete Vorgängerbau brannte 1831 nieder, wurde ein Jahr später wieder gebaut, gefolgt von einer weiteren Zerstörung durch Brand im Jahr 1845[6]